# جون إتش بروت
جون إتش بروت (بالإنجليزية: John H. Pruitt)‏ هو عسكري أمريكي، ولد في 4 أكتوبر 1896 في فايتفيل في الولايات المتحدة، وتوفي في 4 أكتوبر 1918 في معركة بلانك مونت ريدج.